# Stefanów (Chełm)
Stefanów [pronunciación en polaco: /stɛˈfanuf/] es un pueblo ubicado en el distrito administrativo de Gmina Dorohusk, dentro del Condado de Chełm, Voivodato de Lublin, en Polonia oriental, cercano a la frontera con Ucrania. Se encuentra aproximadamente a 9 kilómetros al suroeste de Dorohusk, a 17 kilómetros al este de Chełm, y a 82 kilómetros al este de la capital regional Lublin.